# Richard Voliva
Richard Voliva (Indiana, Estados Unidos, 18 de octubre de 1912-2 de noviembre de 1999) fue un deportista estadounidense especialista en lucha libre olímpica donde llegó a ser subcampeón olímpico en Berlín 1936.

## Carrera deportiva
En los Juegos Olímpicos de 1936 celebrados en Berlín ganó la medalla de plata en lucha libre olímpica estilo peso medio, tras el francés Emile Poilvé (oro) y por delante del turco Ahmet Kireççi (bronce).